# 谷崎由依
谷崎 由依（たにざき ゆい、女性、1978年 - ）は、日本の小説家、翻訳家。近畿大学准教授。

## 略歴
福井県福井市出身。福井県立藤島高等学校、京都大学文学部美学美術史学科卒業。同大学院文学研究科修士課程修了後、英米小説の翻訳や校正を手がける。近畿大学文芸学部講師を経て、同准教授。
2002年「夕暮れ畑」で第95回文學界新人賞最終候補。2007年「舞い落ちる村」で第104回文學界新人賞受賞。
2013年アイオワ大学国際創作プログラムに招かれ、渡米し滞在制作を行う。
2017年『囚われの島』で第39回野間文芸新人賞候補。2019年『鏡のなかのアジア』で芸術選奨文部科学大臣新人賞受賞。

## 作品リスト

### 小説
- 『舞い落ちる村』（文藝春秋） 2009
  - 「舞い落ちる村」（『文學界』2007年6月号）
  - 「冬待ち」（『文學界』2008年7月号）
- 『囚われの島』（河出書房新社） 2017
- 『鏡のなかのアジア』（集英社） 2018、のち集英社文庫 2021.7
- 『藁の王』（新潮社） 2019
- 『遠の眠りの』（集英社） 2019、のち集英社文庫 2023.1

#### 単著に未収録の作品
- 「夕暮れ畑」（『SFマガジン』2008年2月号）
- 「ガルラレーシブへ」（『群像』2008年12月号）
- 「花いちもんめ」（『STRANGE FICTION』SFマガジン2009年5月増刊号）
- 「火を盗む」（『文學界』2009年6月号）
- 「見おぼえのない女」（『群像』2012年3月号）
- 「短夜」（『en-taxi』vol.42、2014年夏）
- 「蜥蜴」（『新潮』2014年12月号）
- 「幼なじみ」（『群像』2015年10月号）
- 「a yellow room」（『名探偵登場!』講談社文庫） 2016.4
- 「野戦病院」（『文学ムック たべるのがおそい』vol.6、書肆侃侃房） 2018.10、『文学 2019』（講談社） 2019.4
- 「特異点」（『文學界』2020年11月号）
- 「妊婦牧場」（『文藝』2022年夏季号）

## 翻訳
- 『10ドルだって大金だ』（ジャック・リッチー、河出書房新社） 2006.10

短編集。うち「毒薬であそぼう」「10ドルだって大金だ」「円周率は殺しの番号」の翻訳を担当
- 『物しか書けなかった物書き』（ロバート・トゥーイ、河出書房新社） 2007.2

短編集。うち「墓場から出て」「オーハイで朝食を」の翻訳を担当
- 『喪失の響き』（キラン・デサイ、早川書房） 2008.3
- 『モーフィ時計の午前零時 チェス小説アンソロジー』（国書刊行会） 2009.2

「みんなで抗議を!」（ジャック・リッチー）、「シャム猫」（フレドリック・ブラウン）の翻訳を担当
- 『アニマルズ・ピープル』（インドラ・シンハ、早川書房） 2011.3
- 『ならずものがやってくる』（ジェニファー・イーガン、早川書房） 2012.9、のち文庫 2015.4
- 『国境の向こう側』（グレアム・グリーン、早川書房） 2013.11

短編集。うち「モランとの夜」の翻訳を担当。
- 『ベスト・ストーリーズI ぴょんぴょんウサギ球』（早川書房） 2015.12

ザ・ニューヨーカー誌に掲載された作品のアンソロジー。うち「雑草」「世界が闇に包まれたとき」の翻訳を担当
- 『あたらしい名前』(en:We Need New Names)（ノヴァイオレット・ブラワヨ（en:NoViolet Bulawayo）、早川書房） 2016.7
- 『地下鉄道』（コルソン・ホワイトヘッド）、早川書房） 2017.12、のち文庫 2020.10
- 『芥川龍之介選 英米怪異・幻想譚』（岩波書店） 2018.11

うち「スランバブル嬢と閉所恐怖症」（アルジャーノン・ブラックウッド）の翻訳を担当
- 『カート・ヴォネガット全短篇3 夢の家』（カート・ヴォネガット、早川書房） 2019.1

うち「パリ、フランス」「都会」の翻訳を担当
- 『世界文学アンソロジー いまからはじめる』（三省堂） 2019.7

うち「ことば」（エミリー・ディキンスン）の翻訳を担当